# 大高洲町

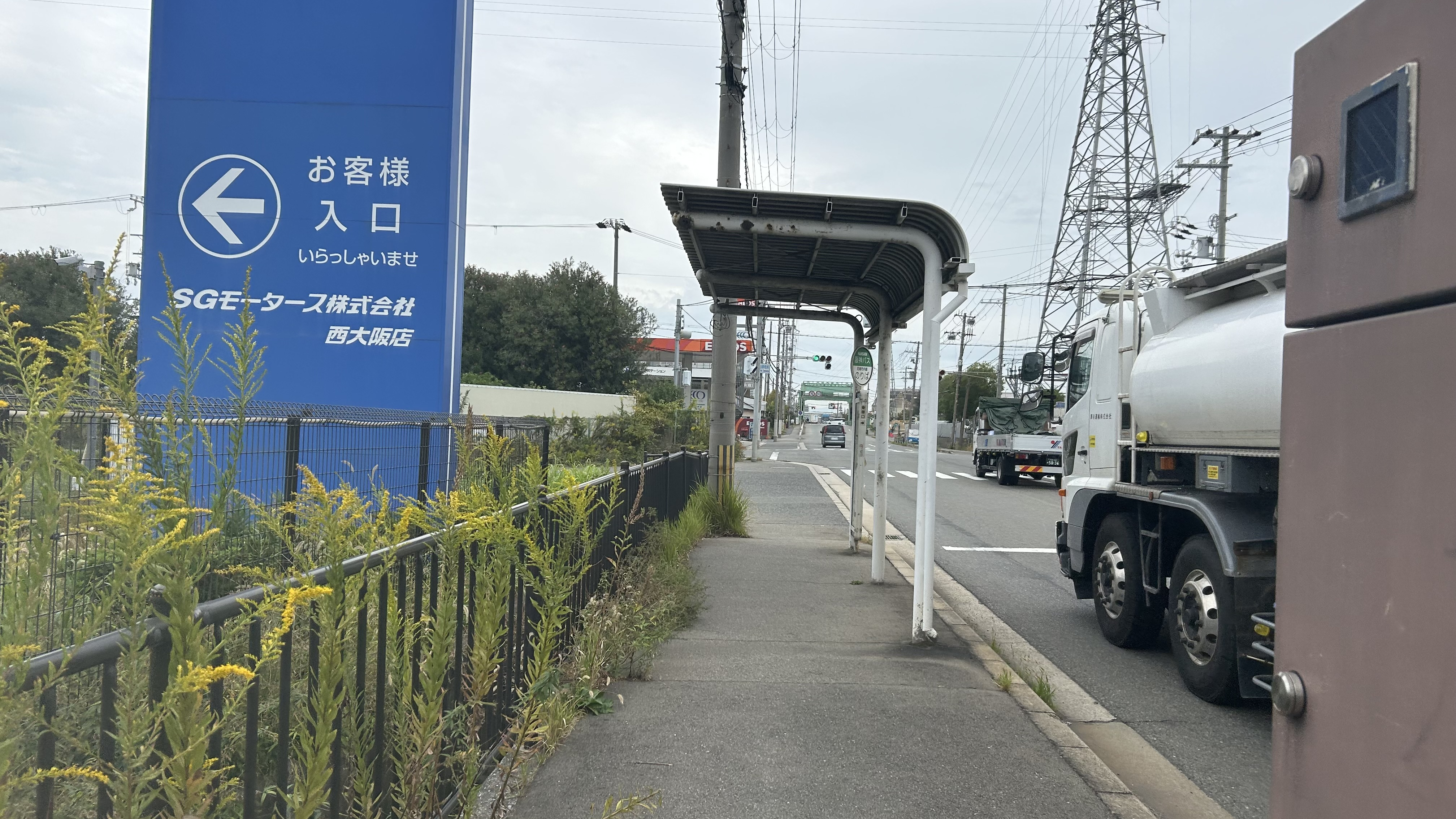
クリーンセンター停留所

大高洲町（おおたかすちょう）は、兵庫県尼崎市にある町丁。丁目はない。郵便番号は660-0842。

## 地理
東は大阪府大阪市西淀川区中島、西は東浜町、南は東海岸町、北は東高洲町と隣接している。

## 交通

### 鉄道
鉄道は走っていない。

### バス
阪神バスが通っている。
| 路線名 | 起点     | 町内の停留所                                    | 終点                    |
| ------ | -------- | ----------------------------------------------- | ----------------------- |
| 70     | 阪神尼崎 | (東高洲町)-クリーンセンター-大高洲町-(東海岸町) | クリーンセンター第2工場 |

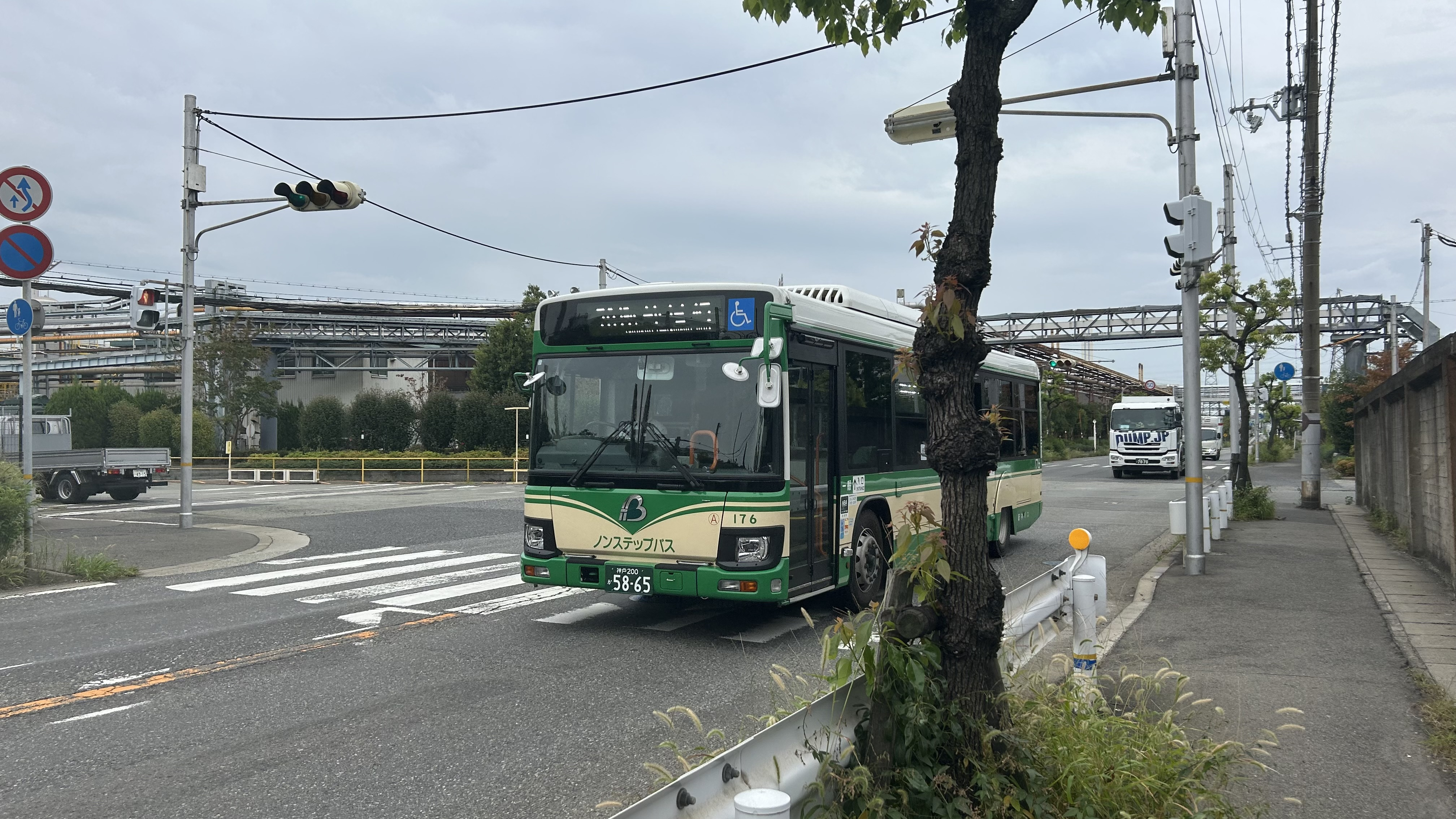
70番
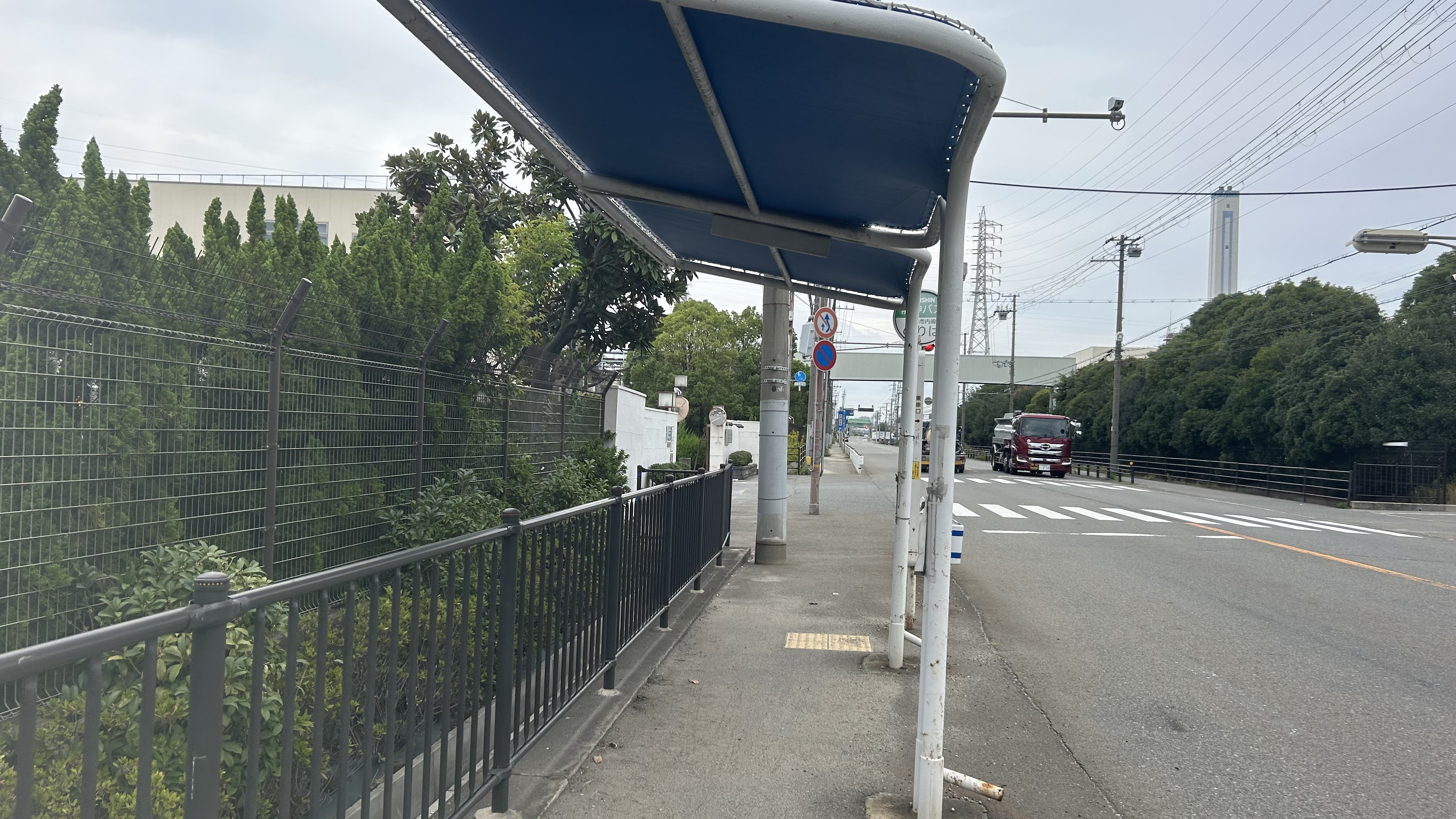
大高洲町停留所

## 校区
出典:
| 区域 | 小学校     | 中学校     |
| ---- | ---------- | ---------- |
| 全域 | 明城小学校 | 成良中学校 |

## 施設
全て工業地帯である